# Wenzel von Linhart
Wenzel von Linhart (Židlochovice, 6 giugno 1821 – Würzburg, 22 ottobre 1877) è stato un chirurgo austriaco.

## Biografia
Studiò medicina a Vienna, dove le sue influenze includevano l'anatomista Christian Joseph Berres e il chirurgo Joseph Wattmann. Dal 1845 al 1849, fu assistente alle lezioni di Johann von Dumreicher e nel 1852 divenne un docente di chirurgia privatistica all'Università di Vienna. Nel 1856 sostituì Adolf Morawek (1816-1855) come professore della clinica chirurgica presso l'Università di Würzburg. Come risultato del suo lavoro con i feriti nella guerra austro-prussiana (1866), fu nominato Consigliere bavarese reale nel 1867. Durante la guerra franco-prussiana, si distinse nel suo ruolo di medico generale bavarese.

## Opere
- Ueber die Schenkelhernie, 1852.
- Compendium der chirurgischen Operationslehre, (1856; 4ª edizione, 1874).
- Vorlesungen iiber Unterleibs-Hernien (1866; nuova edizione, 1882).[1][2]